# Богатыня
Богатыня (пол. Bogatynia, нем. Reichenau; в.-луж. Bogatynia) — город в Польше, входит в Нижнесилезское воеводство, Згожелецкий повят. Имеет статус городско-сельской гмины. Занимает площадь 60,3 км². Население 18 780 человек (на 2009 год).

## Известные личности
- Давид, Курт (1924—1994) — немецкий писатель.
- Иоганн Готфрид Шихт (1753—1823), немецкий дирижёр и органист — родился в Рейхенау